# 京極高長
京極 高長（きょうごく たかなが）は、江戸時代中期の大名。丹後国峰山藩5代藩主。官位は従五位下備後守、主膳正。

## 略歴
元禄8年（1695年）5月1日、陸奥国棚倉藩主（のち越後国村上藩主）内藤弌信の三男（四男との説もある）として棚倉にて誕生。
正徳4年（1714年）、先代藩主・京極高之の婿養子となった。享保8年（1723年）、高之の死去で跡を継ぐ。明和2年（1765年）8月8日、養嗣子の高久に家督を譲って隠居し、明和6年（1769年）4月3日に江戸で死去した。享年75。
法号は源寥院廓誉常光道仙。墓所は東京都江東区白河の道本山霊巌寺。後に京都府京丹後市峰山町吉原の安泰山常立寺に改葬。

## 系譜
- 父：内藤弌信（1658-1730）
- 母：不詳
- 養父：京極高之（1678-1723）
- 正室：京極高之の娘
- 養子
  - 男子：京極高久（1729-1808） - 旗本京極高庭の四男